# قبادیان
قُبادیان (Қубодиён) شهری است در استان ختلان تاجیکستان. جمعیت شهر حدود ۱۲۲۰۰ نفر می‌باشد. قبادیان احتمالاً توسط قباد یکم پادشاه ساسانیان بنا شده باشد.
در فرهنگ دهخدا ذیل عبارت «قبادیان» آمده‌است: قریه‌ای بر یکی از شاخابه‌های جیحون از اعمال بلخ است و مولد ناصرخسرو علوی بدان جا بود. امروز نیز قبادیان نام دره‌ای است در همان محل در شمال شرقی بلخ نزدیک ترمذ و نیز قریه‌ای به همین نام در اطلس‌های فعلی در ماوراء جیحون رسم شده‌است: فرخی
| تا تو به صدر ملک نشستی قبادوار |  | هرگز به راه نخشب و راه قبادیان |

در سدهٔ ششم تمام قلمرو آسیای میانه، افغانستان، قسمت شمالی هندوستان و برخی از نواحی ترکستان شرقی " شین جان " (سین‌کیانگ) چین امروزه جز قلمرو یفتلیها به‌شمار می‌رفتند. پایتخت دولت یفتلی‌ها شهر بادیان یا " قبادیان " در تاجیکستان امروزی به‌شمار می‌رفت.
قبادیان امروز مرکز شهرستان قبادیان است که در استان ختلان و جنوب تاجیکستان جای دارد.